# Liste des œuvres d'art de la Marne
Cet article recense les œuvres d'art dans l'espace public de la Marne, en France.

## Liste
Les œuvres sont classées par ordre alphabétique de communes et, au sein de celles-ci, par ordre chronologique d'installation, dans la mesure des informations disponibles.

### Sculptures
| Œuvre                                                    | Auteur                   | Commune              | Localisation                                                    | Notes                                                                                         | Installation                            | Coordonnées                             | Illustration                                             |
| -------------------------------------------------------- | ------------------------ | -------------------- | --------------------------------------------------------------- | --------------------------------------------------------------------------------------------- | --------------------------------------- | --------------------------------------- | -------------------------------------------------------- |
| Dans l'intervalle                                        | Christian Lapie          | Bezannes             | Esplanade Alfred-Nobel, entre la gare de tramway et la gare TGV | 9 sculptures ; 7 sculptures similaires sont érigées sur la place de Stalingrad à Reims.       | 2011                                    | 49° 12′ 54″ nord, 3° 59′ 42″ est        | Dans l'intervalle                                        |
| Statue de Jean Talon                                     | Juan-Carlos Carrillo     | Châlons-en-Champagne | angle place Alexandre-Godart et rue de Vaux                     |                                                                                               | 2004                                    | 48° 57′ 26″ nord, 4° 21′ 48″ est        | Statue de Jean Talon                                     |
| Les Marcheurs                                            | Ludovic Boney            | Châlons-en-Champagne | Place aux Chevaux                                               |                                                                                               | 2005                                    | 48° 57′ 39″ nord, 4° 21′ 35″ est        | Image manquante                                          |
| Sans titre, Remington stoned Barrocco bronco Smokey tone | Bruno Peinado            | Châlons-en-Champagne | DRAC Champagne-Ardenne                                          |                                                                                               | 2009                                    | 48° 57′ 42″ nord, 4° 21′ 29″ est        | Sans titre, Remington stoned Barrocco bronco Smokey tone |
| Buste de Claude-Laurent Bourgeois de Jessaint            | À déterminer             | Châlons-en-Champagne | Devant les archives départementales de la Marne                 |                                                                                               | À déterminer                            | 48° 57′ 11″ nord, 4° 22′ 02″ est        | Buste de Bourgeois de Jessaint                           |
| Buste de Léon Bourgeois                                  | À déterminer             | Châlons-en-Champagne | Devant les archives départementales de la Marne                 |                                                                                               | À déterminer                            | 48° 57′ 12″ nord, 4° 22′ 02″ est        | Buste de Léon Bourgeois                                  |
| Buste de Robert Louis Antral                             | À déterminer             | Châlons-en-Champagne | Parc, rue Anatole-France                                        |                                                                                               | À déterminer                            | 48° 57′ 37″ nord, 4° 22′ 12″ est        | Buste de Robert Louis Antral                             |
| Buste de Sadi Carnot                                     | À déterminer             | Châlons-en-Champagne | Devant les archives départementales de la Marne                 |                                                                                               | À déterminer                            | 48° 57′ 12″ nord, 4° 22′ 01″ est        | Buste de Sadi Carnot                                     |
| Façade du centre national des arts du cirque             | À déterminer             | Châlons-en-Champagne | 1ter Avenue du Maréchal-Leclerc                                 |                                                                                               | À déterminer                            | 48° 57′ 04″ nord, 4° 21′ 44″ est        | Façade du centre national des arts du cirque             |
| Statue de Jeanne d'Arc                                   | Henri Chapu              | Châlons-en-Champagne | Square de la cathédrale                                         |                                                                                               | À déterminer                            | 48° 57′ 18″ nord, 4° 21′ 30″ est        | Statue de Jeanne d'Arc                                   |
| Lions                                                    | À déterminer             | Châlons-en-Champagne | Place du Maréchal-Foch, devant l'hôtel de ville                 |                                                                                               | À déterminer                            | 48° 57′ 24″ nord, 4° 21′ 45″ est        | Lions                                                    |
| Monument du centenaire de l'école des arts et métiers    | Max Blondat              | Châlons-en-Champagne | Place de l'École-des-Arts                                       | Parties en bronze fondues pendant la Seconde Guerre mondiale, monument actuel datant de 1956. | 1906                                    | 48° 57′ 29″ nord, 4° 21′ 33″ est        | Monument du centenaire de l'école des arts et métiers    |
| Statue-colonne Nicolas Appert                            | Jean-Robert Ipoustéguy   | Châlons-en-Champagne | rue de Jericho                                                  |                                                                                               | À déterminer                            | 48° 57′ 05″ nord, 4° 22′ 09″ est        | Statue-colonne Nicolas Appert                            |
| Statue d'Urbain II                                       | Édouard Deperthes        | Châtillon-sur-Marne  | Devant les boucles de la Marne                                  |                                                                                               | À déterminer                            | 49° 05′ 56″ nord, 3° 45′ 32″ est        | Statue d'Urbain II                                       |
| Buste de César-Pierre Richelet                           | À déterminer             | Cheminon             | Devant l'hôtel de ville                                         |                                                                                               | À déterminer                            | 48° 44′ 10″ nord, 4° 54′ 09″ est        | Buste de César-Pierre Richelet                           |
| Monument à Attila                                        | À déterminer             | La Cheppe            | Devant l'hôtel de ville                                         |                                                                                               | À déterminer                            | 49° 03′ 00″ nord, 4° 29′ 59″ est        | Monument à Attila                                        |
| Buste de Jeanne Pommery                                  | À déterminer             | Chigny-les-Roses     | Devant l'hôtel de ville                                         |                                                                                               | À déterminer                            | 49° 09′ 24″ nord, 4° 03′ 46″ est        | Buste de Jeanne Pommery                                  |
| L'Homme réfléchi                                         | William Noblet           | Cormontreuil         | Devant l'hôtel de ville                                         |                                                                                               | 2000                                    | 49° 13′ 25″ nord, 4° 03′ 14″ est        | L'Homme réfléchi                                         |
| Sans titre                                               | Daniel Pommereulle       | Épernay              | Place des Arcades                                               |                                                                                               | 1987                                    | 49° 07′ 43″ nord, 4° 08′ 51″ est        | Image manquante                                          |
| Le Veneur                                                | Pierre La Nordez         | Épernay              | avenue de Champagne                                             |                                                                                               | 1900                                    | à géolocaliser                          | Sans titre                                               |
| Buste de Bernard Stasi                                   | À déterminer             | Épernay              | À déterminer                                                    |                                                                                               | À déterminer                            | 49° 02′ 33″ nord, 3° 57′ 13″ est        | Image manquante                                          |
| Sans titre                                               | Nissim Merkado           | Fismes               | Station de pompage d'eau potable                                |                                                                                               | 1986                                    | 49° 07′ 42″ nord, 4° 08′ 51″ est        | Image manquante                                          |
| Statue d'Henri le Large                                  | À déterminer             | Igny-Comblizy        | À déterminer                                                    |                                                                                               | À déterminer                            | à géolocaliser                          | La Terre                                                 |
| La Terre                                                 | Bernard Pagès            | Mailly-Champagne     | Mont de Gelu                                                    |                                                                                               | 1986                                    | 49° 09′ 12″ nord, 4° 05′ 58″ est        | Image manquante                                          |
|                                                          |                          | Reims                | Voir la liste des œuvres d'art de Reims                         | Voir la liste des œuvres d'art de Reims                                                       | Voir la liste des œuvres d'art de Reims | Voir la liste des œuvres d'art de Reims | Voir la liste des œuvres d'art de Reims                  |
| Sillery France / Sillery Québec                          | Mauro Corda              | Sillery              | Hôtel de ville                                                  |                                                                                               | 1988                                    | 49° 11′ 54″ nord, 4° 07′ 57″ est        | Image manquante                                          |
| Statue de Francisco de Miranda                           | Lorenzo González         | Valmy                | À déterminer                                                    |                                                                                               | À déterminer                            | 49° 04′ 57″ nord, 4° 46′ 09″ est        | Statue de Francisco de Miranda                           |
| Statue de François Christophe Kellermann                 | Théophile Barrau         | Valmy                | À déterminer                                                    |                                                                                               | À déterminer                            | 49° 04′ 45″ nord, 4° 46′ 24″ est        | Statue de François Christophe Kellermann                 |
| Adam et Ève                                              | Alphonse Camille Terroir | Vitry-le-François    | Parc de l'hôtel de ville                                        |                                                                                               | À déterminer                            | 48° 43′ 27″ nord, 4° 35′ 25″ est        | Adam et Ève                                              |
| Statue d'Henri Moll                                      | Paul Roussel             | Vitry-le-François    | À déterminer                                                    |                                                                                               | À déterminer                            | 48° 43′ 22″ nord, 4° 35′ 04″ est        | Statue d'Henri Moll                                      |
| Monument à Sadi-Carnot                                   | Ernest Dagonet           | Vitry-le-François    | parc de l'hôtel de ville                                        |                                                                                               | À déterminer                            | 48° 43′ 26″ nord, 4° 35′ 21″ est        | Monument à Sadi-Carnot                                   |
| Statue de Royer-Collard                                  | Carlo Marochetti         | Vitry-le-François    | À déterminer                                                    |                                                                                               | À déterminer                            | 48° 43′ 29″ nord, 4° 35′ 08″ est        | Statue de Royer-Collard                                  |

### Fontaines
| Œuvre                  | Auteur                                                           | Commune  | Localisation                            | Notes                                           | Installation                            | Coordonnées                             | Illustration                            |
| ---------------------- | ---------------------------------------------------------------- | -------- | --------------------------------------- | ----------------------------------------------- | --------------------------------------- | --------------------------------------- | --------------------------------------- |
| Fontaine-boule         | À déterminer                                                     | Ay       | Rue Jules-Lobet                         | Fontaine-boule représentant un globe terrestre. | À déterminer                            | 49° 03′ 18″ nord, 4° 00′ 22″ est        | Fontaine-boule, Ay                      |
| Fontaine Legée-Laherte | À déterminer                                                     | Épernay  | Place Hugues-Plomb                      |                                                 | À déterminer                            | 49° 02′ 37″ nord, 3° 57′ 14″ est        | Fontaine Legée-Laherte                  |
|                        |                                                                  | Reims    | Voir la liste des œuvres d'art de Reims | Voir la liste des œuvres d'art de Reims         | Voir la liste des œuvres d'art de Reims | Voir la liste des œuvres d'art de Reims | Voir la liste des œuvres d'art de Reims |
| Fontaine Subé          | Paul Gasq, Paul Auban, Louis Baralis, Charles Wary, André Najoux | Reims    | Place Drouet-d'Erlon                    |                                                 | À déterminer                            | 49° 15′ 18″ nord, 4° 01′ 38″ est        | Fontaine Subé                           |
| Fontaine Godinot       | Narcisse Brunette                                                | Tinqueux | À déterminer                            |                                                 | 1843                                    | 49° 14′ 50″ nord, 3° 59′ 32″ est        | Fontaine Godinot                        |

### Monuments aux morts
| Œuvre                                              | Auteur               | Commune                   | Localisation                                   | Notes                                          | Installation                                   | Coordonnées                                    | Illustration                                       |
| -------------------------------------------------- | -------------------- | ------------------------- | ---------------------------------------------- | ---------------------------------------------- | ---------------------------------------------- | ---------------------------------------------- | -------------------------------------------------- |
| Borne Vauthier                                     | Paul Moreau-Vauthier | Aubérive                  | À déterminer                                   |                                                | À déterminer                                   | 49° 11′ 34″ nord, 4° 24′ 54″ est               | Borne Vauthier, Auberive                           |
| Monument Polignac Aux héros du 103 RI              | À déterminer         | Aubérive                  | À déterminer                                   |                                                | À déterminer                                   | 49° 11′ 34″ nord, 4° 24′ 54″ est               | Monument aux morts, Auberive                       |
| Monument aux morts en déportation                  | À déterminer         | Châlons-en-Champagne      | Square du Souvenir                             |                                                | À déterminer                                   | 48° 57′ 43″ nord, 4° 22′ 04″ est               | Monument aux morts en déportation                  |
| La Dernière Relève                                 | Gaston Broquet       | Châlons-en-Champagne      | Rue de la Marne                                |                                                | À déterminer                                   | 48° 57′ 19″ nord, 4° 21′ 26″ est               | La Dernière Relève                                 |
| Gloria Victis                                      | Antonin Mercié       | Châlons-en-Champagne      | Place de la Victoire                           |                                                | À déterminer                                   | 48° 57′ 15″ nord, 4° 21′ 43″ est               | Gloria Victis                                      |
| Borne Vauthier                                     | Paul Moreau-Vauthier | Damery                    | À déterminer                                   |                                                | À déterminer                                   | 49° 03′ 46″ nord, 3° 51′ 53″ est               | Image manquante                                    |
| Monument aux morts                                 | À déterminer         | Épernay                   | Place de la République                         |                                                | À déterminer                                   | 49° 02′ 37″ nord, 3° 57′ 26″ est               | Monument aux morts, Épernay                        |
| Pont dédié à la 28e division de l'armée américaine | À déterminer         | Fismes                    | À déterminer                                   |                                                | À déterminer                                   | 49° 18′ 45″ nord, 3° 40′ 47″ est               | Pont dédié à la 28e division de l'armée américaine |
| Borne Vauthier                                     | Paul Moreau-Vauthier | Igny-Comblizy             | À déterminer                                   |                                                | À déterminer                                   | 49° 02′ 07″ nord, 3° 41′ 06″ est               | Borne Vauthier, Igny-Comblizy                      |
| Monument aux morts                                 |                      | Mailly-Champagne          | Place Irénée-Bossois                           |                                                | À déterminer                                   | 49° 09′ 31″ nord, 4° 06′ 39″ est               | Monument aux morts                                 |
| Borne Vauthier                                     | Paul Moreau-Vauthier | Puisieulx                 | À déterminer                                   |                                                | À déterminer                                   | 49° 13′ 04″ nord, 4° 07′ 50″ est               | Image manquante                                    |
|                                                    |                      | Reims                     | Voir la liste des monuments aux morts de Reims | Voir la liste des monuments aux morts de Reims | Voir la liste des monuments aux morts de Reims | Voir la liste des monuments aux morts de Reims | Voir la liste des monuments aux morts de Reims     |
| Borne Vauthier                                     | Paul Moreau-Vauthier | Souain-Perthes-lès-Hurlus | À déterminer                                   |                                                | À déterminer                                   | 49° 12′ 13″ nord, 4° 32′ 33″ est               | Image manquante                                    |
| Borne Vauthier                                     | Paul Moreau-Vauthier | Suippes                   | Camp de Suippes                                | Initialement à Perthes-lès-Hurlus.             | À déterminer                                   | 49° 07′ 33″ nord, 4° 32′ 57″ est               | Image manquante                                    |
| Borne Vauthier                                     | Paul Moreau-Vauthier | Suippes                   | Camp de Suippes                                | Initialement au Mesnil-lès-Hurlus.             | À déterminer                                   | 49° 07′ 34″ nord, 4° 33′ 00″ est               | Image manquante                                    |
| Monument des caporaux de Souain                    | Denis Mellinger      | Suippes                   | place de l'Hôtel de ville                      |                                                | À déterminer                                   | 49° 07′ 52″ nord, 4° 31′ 54″ est               | Monument des caporaux de Souain                    |
| Borne Vauthier                                     | Paul Moreau-Vauthier | Tinqueux                  | À déterminer                                   |                                                | À déterminer                                   | 49° 15′ 05″ nord, 3° 59′ 06″ est               | Borne Vauthier, Tinqueux                           |
| Monument à la 8e armée                             | À déterminer         | Val-de-Vesle              | À déterminer                                   |                                                | 1957                                           | 49° 12′ 07″ nord, 4° 15′ 18″ est               | Monument à la 8e armée                             |
| Borne Vauthier                                     | Paul Moreau-Vauthier | Val-de-Vesle              | À déterminer                                   |                                                | À déterminer                                   | 49° 12′ 07″ nord, 4° 15′ 18″ est               | Borne Vauthier, Val-de-Vesle                       |
| Borne Vauthier                                     | Paul Moreau-Vauthier | Vienne-le-Château         | À déterminer                                   |                                                | À déterminer                                   | 49° 11′ 32″ nord, 4° 56′ 54″ est               | Image manquante                                    |
| Borne Vauthier                                     | Paul Moreau-Vauthier | Ville-sur-Tourbe          | À déterminer                                   |                                                | À déterminer                                   | 49° 11′ 44″ nord, 4° 46′ 39″ est               | Image manquante                                    |
| Borne Vauthier                                     | Paul Moreau-Vauthier | Vrigny                    | À déterminer                                   |                                                | À déterminer                                   | 49° 14′ 00″ nord, 3° 53′ 59″ est               | Borne Vauthier, Vrigny                             |